# Campionat d'Europa de trial 1969
La temporada de 1969 del Campionat d'Europa de trial fou la 2a edició d'aquest campionat, organitzat per la FIM. El calendari oficial constava de 6 proves puntuables, celebrades entre el 13 d'octubre de 1968 i el 24 d'agost de 1969. Don Smith va guanyar el campionat amb la nova Montesa Cota 247. El campió anglès havia estat treballant per a la marca catalana des de desembre de 1967, en col·laboració amb Pere Pi, en el desenvolupament d'aquest innovador model, una motocicleta que passà a la història del trial pel seu disseny i prestacions.
El campió de l'any anterior, Sammy Miller, va participar només en dues proves del campionat aquella temporada (Bèlgica i Gran Bretanya, on fou segon i primer respectivament) i tot i així va ser tercer a la classificació final.

## Sistema de puntuació
La segona edició del Campionat d'Europa va estrenar un sistema de puntuació (vigent fins a l'any 1983) en què obtenien punts els 10 primers classificats, repartits de la següent manera:
Barem de puntuació de 1969 a 1983:
| Posició | 1  | 2  | 3  | 4 | 5 | 6 | 7 | 8 | 9 | 10 |
| Punts   | 15 | 12 | 10 | 8 | 6 | 5 | 4 | 3 | 2 | 1  |

Es comptabilitzen la meitat més un dels resultats obtinguts durant la temporada.

## Calendari
| Ronda | Data          | Any  | Prova         | Lloc        | Guanyador      |
| ----- | ------------- | ---- | ------------- | ----------- | -------------- |
| 1     | 13 d'octubre  | 1968 | Suïssa        | Oberiberg   | Denis Jones    |
| 2     | 20 d'octubre  | 1968 | França        | Montbéliard | Denis Jones    |
| 3     | 3 de novembre | 1968 | Alemanya      | Bielefeld   | Gustav Franke  |
| 4     | 19 de gener   | 1969 | Bèlgica       | Dison       | Don Smith      |
| 5     | 2 de març     | 1969 | Gran Bretanya | Swanley     | Sammy Miller   |
| 6     | 24 d'agost    | 1969 | Suècia        | Estocolm    | Hans Bengtsson |

## Classificació final
| Posició | Pilot              | Motocicleta | Punts   |
| ------- | ------------------ | ----------- | ------- |
| 1       | Don Smith          | Montesa     | 51 (62) |
| 2       | Denis Jones        | Suzuki      | 48 (52) |
| 3       | Sammy Miller       | Bultaco     | 27      |
| 4       | Gustav Franke      | Zündapp     | 26      |
| 5       | Hans Bengtsson     | Bultaco     | 25      |
| 6       | Charlie Harris     | Montesa     | 22 (24) |
| 7       | Claude Vanstenagen | Greeves     | 20      |
| 8       | Roland Björk       | Bultaco     | 20      |
| 9       | Gordon Farley      | Montesa     | 20      |
| 10      | Erland Andersson   | Husqvarna   | 12      |